# Gabriel de la Fuente Cortés
Gabriel de la Fuente Cortés (Yungay, 28 de enero de 1918-Angol, junio de 2004) fue un agrónomo, agricultor y político chileno.
Militante del Partido Liberal y posteriormente del Partido Nacional. Fue diputado en tres periodos consecutivos —entre 1961 y 1973— por la Vigésima Agrupación Departamental correspondiente a Angol, Collipulli, Traiguén, Victoria y Curacautín, en la Región de la Araucanía. También ejerció como regidor de Los Sauces (1947-1951) y Angol (1953), comuna en donde también fue alcalde. 

## Biografía
Nació en Yungay, el 28 de enero de 1918, hijo de Ovidio de la Fuente y Emilia Cortés Cortés.
Estudió en el Colegio San Ignacio de Santiago y en la Pontificia Universidad Católica de Chile, desde donde egresó de Agronomía en el año 1941. A partir de ese año se dedicó a las actividades agrícolas en Angol.
Se casó con Solange Smitmans López y tuvieron cinco hijos. En su segundo matrimonio con Marta Elizabeth Riveros Maldonado tuvo tres hijos.
Falleció en junio de 2004.

## Carrera política

### Inicios y regidor
Desde 1940 fue miembro del Partido Liberal, siendo presidente del partido en Los Sauces entre 1941 a 1951 y presidente en Angol entre 1957 a 1961.
Entre 1947 a 1951 fue regidor por Los Sauces. Paralelamente, entre 1947 a 1949, se desempeñó como consejero de la Caja de Crédito Agrario en el Consejo Provincial de Malleco.
En 1953 asumió como regidor en Angol y fue reelecto en 1960. También fue alcalde de dicha comuna.
En 1966 se integró al Partido Nacional, donde presidió el consejo provincial entre 1969 y 1970.

### Diputado
Fue elegido diputado por la Vigésima Agrupación Departamental correspondiente a Angol, Collipulli, Traiguén, Victoria y Curacautín, para el periodo 1961-1965. Integró la Comisión Permanente de Gobierno Interior y fue diputado reemplazante en la Comisión Permanente de Asistencia Médico-Social e Higiene. Además fue miembro de la Comisión Especial de Vivienda (1962) y de la Especial del Servicio Nacional de Salud (1962-1963).
Fue reelegido por la misma agrupación departamental para el periodo 1965-1969. Continuó en la Comisión Permanente de Gobierno Interior y fue miembro de la Comisión Especial de Vivienda (1962), la Especial Investigadora de la Industria del Acero (1965), la Especial Investigadora de la Industria Manufacturera de Cobre (1965-1966), la Especial de Madeco, Manufacturas de Cobre (1966-1967), la Especial del Acero y del Hierro (1966-1967), la Especial Investigadora de la Industria de Pizarreño (1966-1967), la Especial de Solicitudes Particulares (1967-1968), la Especial Investigadora de la Marina Mercante (1967) y la Mixta de Presupuesto (1966-1967). Fue miembro propietario del Comité Parlamentario Independiente (1967).
Fue reelegido por tercera vez para el periodo 1969-1973. Continuó en la Comisión Permanente de Gobierno Interior e integró también la de Trabajo y Seguridad Social. Fue miembro propietario del Comité Parlamentario del Partido Nacional (1971). Entre las mociones presentadas por De la Fuente que fueron ley de la República están: Ley N.°15.073 de 20 de diciembre de 1962, modificación respecto de superficie construcción D.F.L N.° 2, 1959 viviendas económicas; Ley N.°15.745 5 de noviembre de 1964, franquicia tributaria a congregación de Religiosas Franciscanas Misioneras de Inmaculada Concepción de Angol; y Ley N.°17.273 de 15 de enero de 1970, remuneraciones anexas a personal de la Empresa de los Ferrocarriles del Estado.

## Historial electoral

### Elecciones parlamentarias de 1973
- Elecciones parlamentarias de 1973, para la 20ª Agrupación Departamental, Angol, Collipulli, Traiguén, Victoria y Curacautín